# Wolfgang Gurlitt

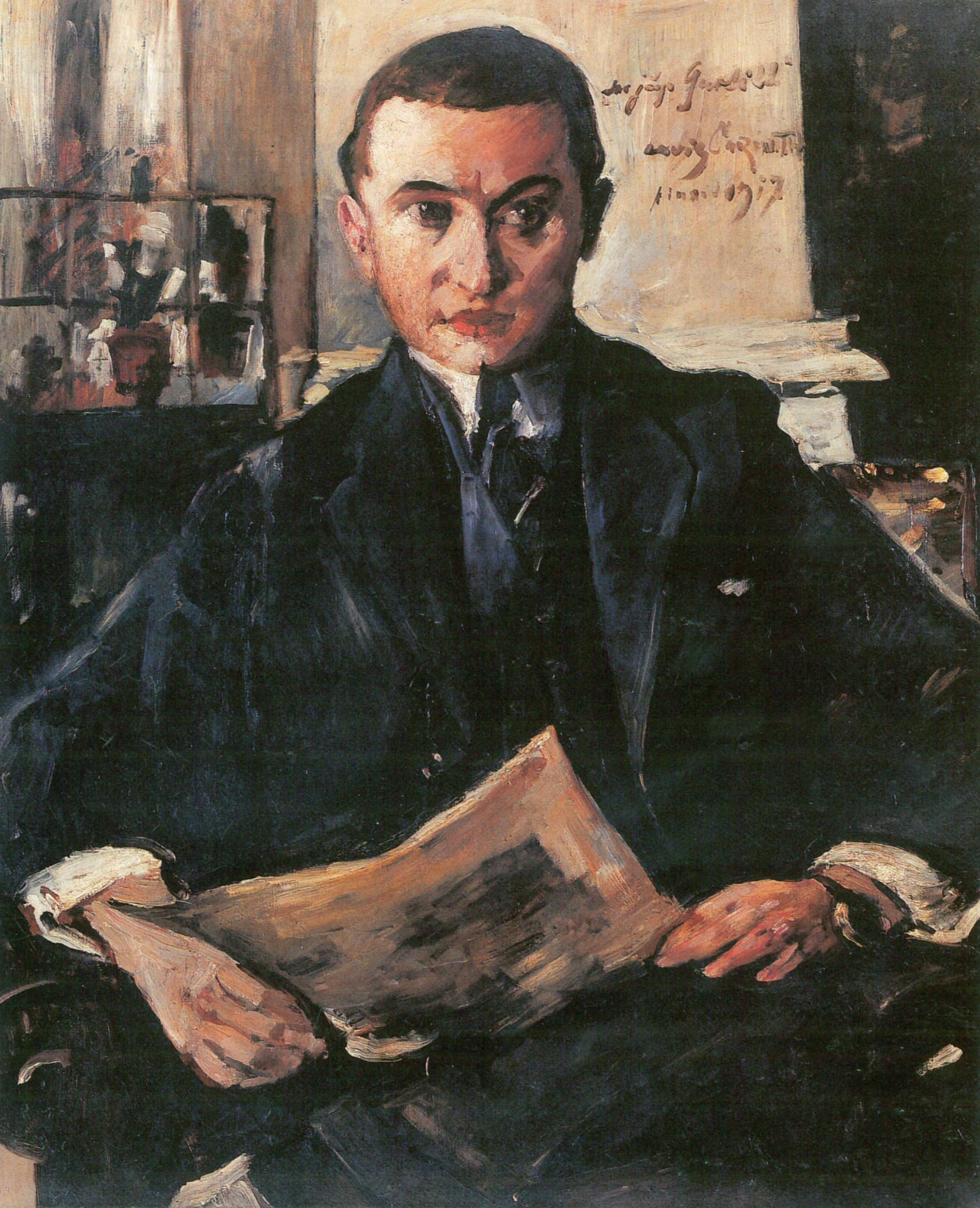
Lovis Corinth: Porträt Wolfgang Gurlitt, 1917

Wolfgang Ludwig Heinrich Carl Gurlitt (* 15. Februar 1888 in Berlin; † 26. März 1965 in München) war ein deutscher Kunsthändler und -sammler, Verleger und Galerist.

## Leben

### Kindheit in Berlin
Wolfgang Gurlitt wuchs in Berlin als Sohn des Gründers der Galerie Fritz Gurlitt auf. Sein Halbbruder war der Komponist Manfred Gurlitt. Der Kunsthistoriker und -händler Hildebrand Gurlitt war sein Cousin.

### Tätigkeit in den 1920er und frühen 1930er Jahren
Nach dem Ersten Weltkrieg führte er die Galerie seines Vaters in Berlin weiter. Gleichzeitig arbeitete er als Verleger. Mit Alfred Kubin und Oskar Kokoschka befreundet, zeigte er als einer der ersten Galeristen Deutschlands Werke von Künstlern wie Lovis Corinth, Henri Matisse oder Max Slevogt. 1923 beteiligten sich Gurlitt und seine Ehefrau Julyet, geb. Goob, als Aktionäre an der Gründung der Antiquitätenhaus Gurlitt Aktiengesellschaft und waren zugleich Mitglieder des Aufsichtsrats.
Schon in seinen ersten Geschäftsjahren geriet er allerdings in geschäftliche Schwierigkeiten und musste mehrfach Kredite aufnehmen. 1925 konnte er Schulden in Höhe von 50.000 Dollar nicht zurückzahlen und musste stattdessen die für diesen Kredit eingesetzten Pfandobjekte hergeben; 1932 leistete er den Offenbarungseid. Obwohl bereits zahlreiche Kunden geschädigt worden waren und Gurlitt seine Schulden, insbesondere auch Steuerschulden, nach wie vor nicht abtragen konnte, betätigte er sich weiter im Kunsthandel.

### Zeit des Nationalsozialismus
Er war Mitglied der Reichskammer der bildenden Künste, Fachgruppe Kunstverleger und -händler (Mitgliedsnr. Ka 1439). Die Berliner Landesleitung der Reichskammer der Bildenden Künste und insbesondere Referent Artur Schmidt intervenierte mehrfach erfolgreich in seinem Interesse und drückte die Forderungen der Gläubiger, während Gurlitt auf das Konto seiner geschiedenen ersten Ehefrau Julia wirtschaftete. Seine Rolle während der Zeit des Nationalsozialismus ist insgesamt schwer zu bewerten. Seine teilweise jüdische Abstammung versuchte er bis 1938 noch zu vertuschen, während andere Mitglieder seiner Familie bereits emigrieren mussten. So hatte er ständig mit Verdächtigungen und Untersuchungen zu leben. Dennoch konnte er sich weiterhin im internationalen Kunsthandel betätigen und war am Verkauf beschlagnahmter Werke der „Entarteten Kunst“ ins Ausland sowie an der Beschaffung von Material für das geplante „Führermuseum“ in Linz beteiligt – letzteres allerdings wohl eher peripher.
Aus der Beschaffung von Kunstwerken im Auftrag des Propagandaministeriums Joseph Goebbels’ zog er nicht unerhebliche Vorteile und es ist anhand diverser Versteigerungen im Dorotheum belegt, dass er auch mit „arisiertem“, also zwangsenteignetem jüdischem Besitz handelte. Andererseits trat er aber für zwei Kollegen ein, deren Geschäfte zwangsweise geschlossen worden waren. 1936 organisierte er die bis dahin mit 174 Werken umfangreichste Ausstellung der Malerin Clara Siewert. 1938 organisierte er eine Ausstellung von 28 Ölgemälden sowie diversen Zeichnungen und Aquarellen des Berliner Malers Herbert Ortel.
1939 schlug Gurlitt dem Konservator des Basler Kunstmuseums vor, ihm ein Konvolut erstklassiger Werke aus den von den Nationalsozialisten beschlagnahmten Beständen zusammenzustellen. Dieser Handel kam jedoch nicht zustande. Stattdessen erwarb er über seine Lebensgefährtin mehrere aus Museen beschlagnahmte Kunstwerke für seinen eigenen Besitz, und kassierte für andere Kunstwerke, die er im Auftrag der Obrigkeit ins Ausland verkaufte, erhebliche Prämien.
1940 wurde schließlich die Gestapo mit einer Untersuchung seines Falls betraut. Insbesondere seine jüdische Lebensgefährtin und Geschäftspartnerin Lilly Christiansen Agoston sowie seine früheren Geschäftsbeziehungen erweckten das Misstrauen der Nationalsozialisten. Im gleichen Jahr erwarben Gurlitts Exfrau und seine zweite Ehefrau eine Villa in Bad Aussee, in der Gurlitt seine Kunstsammlung unterbrachte. Auf diese Weise konnte er seinen Privatbesitz dem drohenden Bombenkrieg und gleichzeitig dem Zugriff der Nationalsozialisten auf „entartete Kunst“ entziehen. 1943 wurden Gurlitts Berliner Wohn- und Geschäftsräume ausgebombt.

### Nachkriegszeit in Linz
Nach dem Zweiten Weltkrieg blieb Wolfgang Gurlitt in Österreich – möglicherweise, um nicht von seiner Vergangenheit eingeholt zu werden. Auch dort profitierte Gurlitt von seinem geschickten Umgang mit den Machthabern. 1946 wechselte er die Staatsbürgerschaft; er erhielt Reise- und Transportmöglichkeiten sowie raschen Zugriff auf seine zunächst gesperrten Konten etc. Bereits im gleichen Jahr 1946 war er an Verhandlungen über eine Galerie moderner Kunst in Linz beteiligt. Ein Großteil der Exponate sollte aus Gurlitts Sammlung stammen, die künstlerische Leitung Gurlitt selbst anvertraut werden. 1947 fand eine provisorische, 1948 die tatsächliche Eröffnung statt. 1949 entging er auch einer Auflage des Bundesministeriums für Vermögenssicherung und Wirtschaftsplanung, das ihn ohne Interventionen verschiedener maßgeblicher Stellen und Personen öffentlichen Verwaltern unterstellt hätte.
Gurlitt organisierte aufsehenerregende Ausstellungen; zunächst präsentierte er das Werk Kubins, es folgte eine Kokoschka-Ausstellung; 1952 war unter dem Motto „Nie wieder Krieg!“ eine bemerkenswerte Grafikausstellung zu sehen. Trotz zahlreicher Zusammenstöße mit den Trägern des Museums war Gurlitt bis zum 31. Januar 1956 Leiter der Neuen Galerie in Linz. Wieder geriet er in diesen Jahren in große finanzielle Schwierigkeiten; dies mag mit dazu beigetragen haben, dass die Sammlung Gurlitt 1953 großenteils in den Besitz der Stadt Linz überging. Allerdings war die Herkunft zahlreicher Kunstwerke nicht nachzuweisen, was die Verhandlungen erschwerte und den Kaufpreis verminderte.

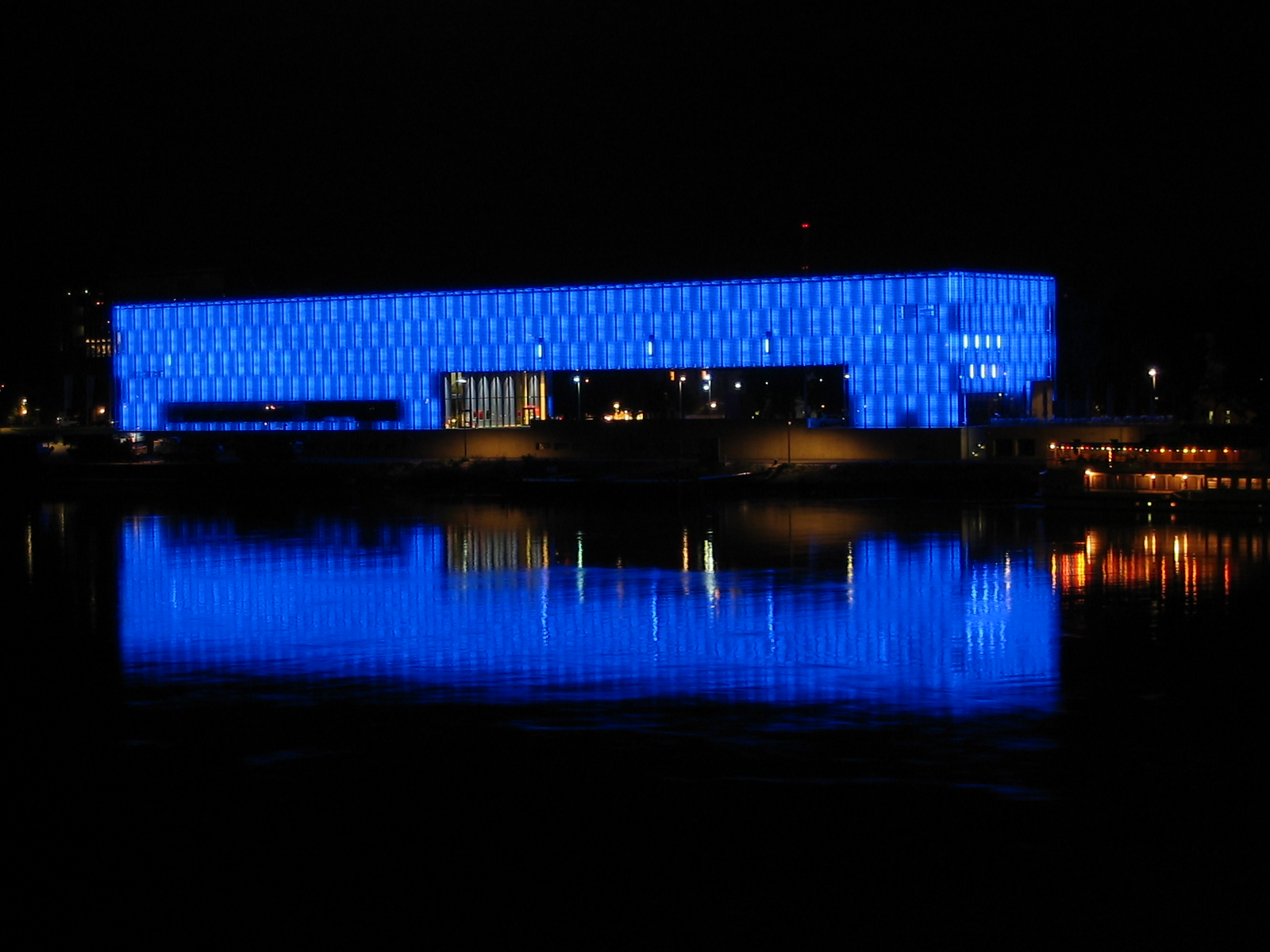
Das Lentos, die heutige Heimat der Sammlung Gurlitt

Weitere Unstimmigkeiten – Gurlitt trennte seine Interessen als Leiter der Neuen Galerie und als Kunsthändler nicht sauber genug – führten schließlich dazu, dass er zum Rücktritt bewogen wurde und 1960 auch beschlossen wurde, dass sein Name nicht mehr Bestandteil des Museumsnamens – zu diesem Zeitpunkt noch „Neue Galerie der Stadt Linz, Wolfgang-Gurlitt-Museum“ – sein sollte. Drei Jahre später setzte Gurlitt jedoch auf dem Gerichtswege durch, dass der alte Name wieder eingeführt wurde.
Mit der Tätigkeit von Wolfgang Gurlitt für die Neue Galerie steht auch der jahrelange Gerichtsprozess um vier dem Museum 1951 als Leihgaben überlassene, später jedoch nicht mehr auffindbare Werke von Schiele und von Klimt im Zusammenhang. Nach langen gerichtlichen Auseinandersetzungen verurteilte der OGH die Stadt Linz zu einer Ersatzzahlung von 8.210.000 Euro samt aufgelaufener Zinsen. Anfang 2018 stellte sich heraus, dass die Sekretärin (Gertrude Merl) der Galerie die Klimt-Zeichnung von Gurlitts Mitarbeiter und Nachfolger Walter Kasten erhalten hatte, damit sie Stillschweigen über den Verbleib der drei Schiele-Werke wahre.